# Рвање на Летњим олимпијским играма 2004.
Рвање на Летњим олимпијским играма 2004. одржано је у олимпијској дворани Ано Лиосија. На овим играма по први пут је одржано такмичење у женској конкуренцији. Жене су се такмичиле у четири тежинске категорија у слободном стилу, док су се мушкарци такмичили у седам тежинских категорија у слободном и грчко-римском стилу.

## Освајачи медаља

### Мушкарци - слободни стил
| Категорија | Злато                                      | Сребро                                  | Бронза                      |
|            |                                            |                                         |                             |
| 55 кг      | Мавлет Батиров · Русија                    | Стивен Абас · Сједињене Америчке Државе | Чикара Танабе · Јапан       |
| 60 кг      | Јандро Кинтана · Куба                      | Масуд Мостафа-Џокар · Иран              | Кенџи Инуе · Јапан          |
| 66 кг      | Елбрус Тедејев · Украјина                  | Џамил Кели · Сједињене Америчке Државе  | Махач Муртазалијев · Русија |
| 74 кг      | Бувајсар Сајтијев · Русија                 | Генадиј Лалијев · Казахстан             | Иван Фундора · Куба         |
| 84 кг      | Каел Сандерсон · Сједињене Америчке Државе | Мун Уи-Џе · Јужна Кореја                | Сажид Сажидов · Русија      |
| 96 кг      | Хаџимурат Гацалов · Русија                 | Магомед Ибрахимов · Узбекистан          | Алиреза Хејдари · Иран      |
| 120 кг     | Артур Тајмазов · Узбекистан                | Алиреза Резај · Иран                    | Ајдин Полатчи · Турска      |

### Мушкарци - грчко-римски стил
| Категорија | Злато                                | Сребро                        | Бронза                                    |
|            |                                      |                               |                                           |
| 55 кг      | Иштван Мајорош · Мађарска            | Хејдар Мамедалијев · Русија   | Артјом Кјурегкјан · Грчка                 |
| 60 кг      | Џунг Џи-Хјун · Јужна Кореја          | Роберто Монзон · Куба         | Армен Назарјан · Бугарска                 |
| 66 кг      | Фарид Мансуров · Азербејџан          | Шереф Ероглу · Турска         | Мхитар Манукјан · Казахстан               |
| 74 кг      | Александар Доктуришвили · Узбекистан | Марко Или-Хануксела · Финска  | Вартерес Самургашев · Русија              |
| 84 кг      | Алексеј Мишин · Русија               | Ара Абрамијан · Шведска       | Вјачеслав Макаранка · Белорусија          |
| 96 кг      | Карам Габер · Египат                 | Рамаз Нозадзе · Грузија       | Мехмет Езал · Турска                      |
| 120 кг     | Хасан Баројев · Русија               | Георгиј Цурцумија · Казахстан | Рулон Гарднер · Сједињене Америчке Државе |

### Жене - слободни стил
| Категорија | Злато                    | Сребро                                  | Бронза                                      |
|            |                          |                                         |                                             |
| 48 кг      | Ирина Мерлени · Украјина | Чихару Ичо · Јапан                      | Патриша Миранда · Сједињене Америчке Државе |
| 55 кг      | Саори Јошида · Јапан     | Тонја Вербик · Канада                   | Ана Гоми · Француска                        |
| 63 кг      | Каори Ичо · Јапан        | Сара Макман · Сједињене Америчке Државе | Лиз Легран · Француска                      |
| 72 кг      | Ванг Су · Кина           | Гузел Мањурова · Русија                 | Кјоко Хамагучи · Јапан                      |

## Биланс медаља
| Позиција    | Држава                    | Злато | Сребро | Бронза | Укупно |
| ----------- | ------------------------- | ----- | ------ | ------ | ------ |
| 1           | Русија                    | 5     | 2      | 3      | 10     |
| 2           | Јапан                     | 2     | 1      | 3      | 6      |
| 3           | Узбекистан                | 2     | 1      | 0      | 3      |
| 4           | Украјина                  | 2     | 0      | 0      | 2      |
| 5           | Сједињене Америчке Државе | 1     | 3      | 2      | 6      |
| 6           | Куба                      | 1     | 1      | 1      | 3      |
| 7           | Јужна Кореја              | 1     | 1      | 0      | 2      |
| 8           | Египат                    | 1     | 0      | 0      | 1      |
| 8           | Азербејџан                | 1     | 0      | 0      | 1      |
| 8           | Мађарска                  | 1     | 0      | 0      | 1      |
| 8           | Кина                      | 1     | 0      | 0      | 1      |
| 12          | Казахстан                 | 0     | 2      | 1      | 3      |
| 12          | Иран                      | 0     | 2      | 1      | 3      |
| 14          | Турска                    | 0     | 1      | 2      | 3      |
| 15          | Канада                    | 0     | 1      | 0      | 1      |
| 15          | Грузија                   | 0     | 1      | 0      | 1      |
| 15          | Финска                    | 0     | 1      | 0      | 1      |
| 15          | Шведска                   | 0     | 1      | 0      | 1      |
| 19          | Француска                 | 0     | 0      | 2      | 2      |
| 20          | Грчка                     | 0     | 0      | 1      | 1      |
| 20          | Бугарска                  | 0     | 0      | 1      | 1      |
| 20          | Белорусија                | 0     | 0      | 1      | 1      |
| Укупно (22) | Укупно (22)               | 18    | 18     | 18     | 54     |

## Земље учеснице
Учествовало је 342 такмичара из 66 земаља.
| - Авганистан - Албанија - Алжир - Јерменија - Аустралија - Аустрија - Азербејџан - Белорусија - Бразил - Бугарска - Канада - Кина - Колумбија - Куба - Чешка - Данска - Доминиканска Република - Египат - Естонија - Финска - Француска - Република Македонија | - Грузија - Немачка - Уједињено Краљевство - Грчка - Гвам - Гвинеја Бисао - Мађарска - Индија - Иран - Израел - Италија - Јапан - Казахстан - Киргистан - Летонија - Литванија - Молдавија - Монголија - Намибија - Нигерија - Северна Кореја - Норвешка | - Палау - Перу - Пољска - Португалија - Порторико - Румунија - Русија - Сенегал - Србија и Црна Гора - Словачка - Јужноафричка Република - Јужна Кореја - Шпанија - Шведска - Швајцарска - Таџикистан - Тунис - Турска - Украјина - Сједињене Америчке Државе - Узбекистан - Венецуела |